# 1,3-Dicloropropà
L'1,3-dicloropropà és un compost de clor, hidrogen i carboni. Es pot trobar com a contaminant en fumigants del sòl que contenen 1,3-dicloropropè. És un cloroalcà, un propà en el qual s'ha substituït un hidrogen de cadascun dels carbonis terminals per un clor. Té un paper com a contaminant ambiental i nematicida, en contra de les plagues del fílum Nematoda. Segons l'ONU es considera un producte de perill secundari a l'hora de ser etiquetat i transportat.

## Història
Segons dades del NIH (National Center for Biotechnology Information) el primer cop que està registrat el nom d'1,3-dicloropropà va ser el 1956 als Estats Units, en un conjunt de diferents compostos amb el títol “Improvements in the production of cellulose esters”, així que segurament era emprat, en aquell temps, en experiments per a trobar millores en la producció d'èsters de cel·lulosa.

## Propietats
Es pot trobar en estat líquid i gasós (com a vapor contaminant). En estat líquid és incolor i d'olor dolça característica. El vapor és irritant i més dens que l'aire, pel qual es pot estendre pel sòl i provocar una possible ignició.

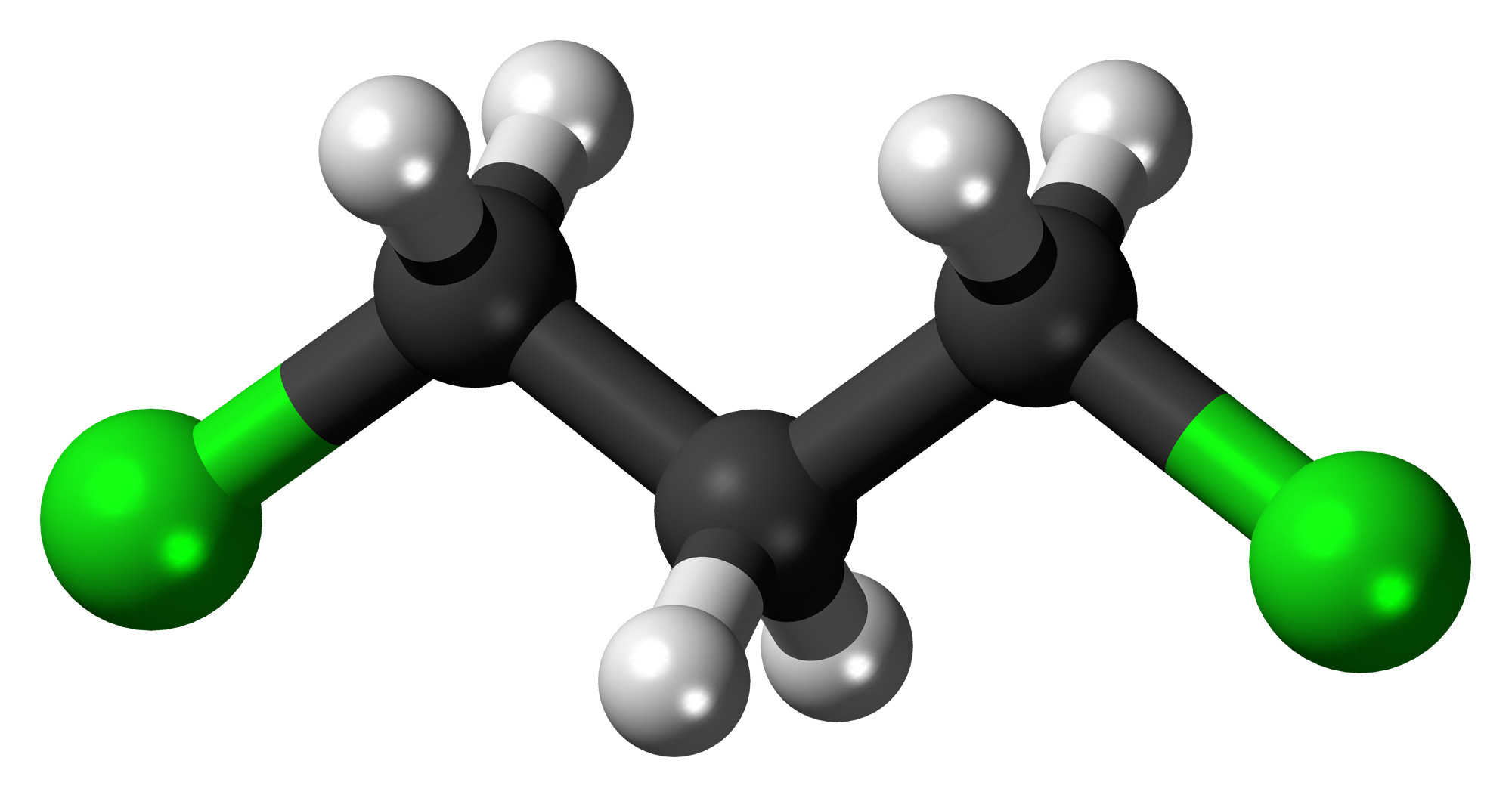
Estructura 3D de l'1,3-dicloropropà

L'1,3-dicloropropà té una fórmula empírica de C3H6Cl2  (fórmula semidesenvolupada: CH2ClCH2CH2Cl), d'una massa molecular de 113 g/mol (arredonida) i que té una càrrega neutra (0). 
Altres característiques són el seu punt d'ebullició (120 °C), punt de fusió (-99 °C), punt d'ignició (480 °C), densitat relativa (1,19 g/cm3) comparada amb l'aigua que té una densitat relativa d'1 g/cm3.
També té una solubilitat en aigua a 20 °C de 0,3 g/100 ml, una pressió de vapor a 20 °C de 2,4 kPa, una densitat relativa de vapor (aire=1) de 3,9 i un punt d'inflamació als 16 °C.

## Usos
Segons ChEBI, l'1,3-dicloropropà, encara que ha tingut diversos usos al llarg del temps, té com a funció principal d'eina nematicida, contra les plagues del fílum Nematoda. Un dels productes químics agrícoles que conté més d'aquest compost és el DD-Emulsionable Arxivat 2024-03-03 a Wayback Machine. (producte fumigant de sòl de AB Laboratorios).

## Toxicitat

Inflamable

Té perills químics com la descomposició per escalfament, el qual produeix clorur d'hidrogen i fosgen. És altament inflamable. En cas d'incendi es desprenen fums o gasos tòxics i irritants que poden afectar el cos humà amb efectes adversos. Per damunt dels 16 °C poden formar-se mescles explosives de vapor/aire. Substància combustible. Pot produir vertigens i irritació en el tracte respiratori. En els ulls i la pell provoquen envermelliment i danys lleugers. No provoca cap símptoma perjudicial. És un producte perillós pel medi ambient aquàtic.